# 荒砂時右衛門
荒砂 時右衛門 （あらすな ときえもん）は、江戸時代の大相撲の第7代大関。番付上は「九州」頭書。
宝暦9年(1759年)春場所(3月)、東大関で初土俵を踏んだが、その1場所のみで引退。当時の勝敗の記録も現存しない。
延享3年(1746年)5月場所の大坂相撲・京都相撲で西大関を務めた「薩摩」頭書の荒砂淀右衛門は、その前身とも考えられる。

## 主な成績
- 通算成績：不明（勝敗記録現存せず）

| 1759年 | 東大関 引退 – | x |
| 各欄の数字は、「勝ち-負け-休場」を示す。 優勝 引退 休場 十両 幕下 三賞：敢=敢闘賞、殊=殊勲賞、技=技能賞 その他：★=金星 番付階級：幕内 - 十両 - 幕下 - 三段目 - 序二段 - 序ノ口 幕内序列：横綱 - 大関 - 関脇 - 小結 - 前頭（「#数字」は各位内の序列） |               |   |